# Вулета
Вулета је српско презиме. Значајни људи са презименом су:
- Ивана Вулета (рођена 1990), српска скакачица у даљ